# Кукінка
Кукінка (пол. Kukinka, нім. Neu Quetzin) — село в Польщі, у гміні Устроне-Морське Колобжезького повіту Західнопоморського воєводства.
У 1975-1998 роках село належало до Кошалінського воєводства.